# 羅多庇斯
罗多庇斯（希腊语：Ῥοδῶπις），是公元前6世纪著名的古代赫塔伊拉，赫塔伊拉这个职业起源于色雷斯。罗多庇斯是希罗多德在讨论该职业时仅提到的两个赫塔伊拉之一（另一个是稍晚的Archidike）。

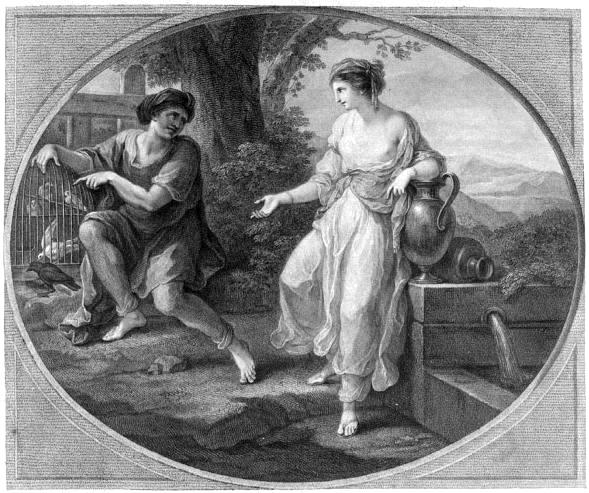
Kauffmann print

## 奴隶时期
根据希罗多德的说法，罗多庇斯是伊索寓言的作者伊索的奴隶，在她故事的一个版本中，她和伊索有一段秘密的恋情。后来，她称为另一位萨米亚人Xanthes的私人财产，在雅赫摩斯二世统治期间，Xanthes把她带到了埃及的瑙克拉提斯，在那里她遇到了诗人萨福的兄弟——商人Charaxus。Charaxus爱上了罗多庇斯，并且花费了一大笔钱将她从奴隶制中赎回。这样从今以后，她做赫塔伊拉赚到的所有钱都可以归她自己所有。萨福后来写了一首诗，指责罗多庇斯抢劫了Charaxus的财产，萨福还在另外一首诗中嘲笑她的兄弟和罗多庇斯纠缠在一起。

## 个人生活
罗多庇斯从奴隶制中解放出来之后继续住在瑙克拉提斯，她将收入的十分之一用于德尔斐的寺庙，她把这什一税变成了十个大铁锅，用来烹饪牛，并把烹饪好的牛肉以她的名义献给德尔斐的寺庙。希罗多德看到这些牛肉时说道：“这些牛肉直到今天还堆在一起，在希安建立的祭坛后面，在神殿本身的前面。”

## 故事和传说
在希罗多德时代，希腊有一个传说，罗多庇斯导致了第三金字塔即孟卡拉金字塔的建造，尽管希罗多德不遗余力地展示了这个传说的荒谬性，但它依然存在，并且被老普林尼描述称一个毋庸置疑的事实。这个故事的变体是由狄奥多罗斯和斯特拉波讲述的。据说，孟卡拉金字塔是由罗多庇斯的恋人建造的，是她的坟墓。然而，Georg Zoega和克里斯蒂安的分析认为，由于罗多庇斯这个名字与埃及女王尼托克里斯混淆了，所以才说是她建造了第三座金字塔。
另一个关于罗多庇斯的故事，由斯特拉博和埃里亚努斯讲述，使罗多庇斯与尼托克里斯混淆的可能性更大了。据说，当罗多庇斯在瑙克拉提斯洗澡时，一只老鹰拿起她的一只凉鞋，带着它飞走了。当埃及国王在孟菲斯执行司法的时候，这只凉鞋正好被老鹰扔在了他的腿上。国王被奇怪的事件和凉鞋的美丽所打动，直到他找到漂亮凉鞋的美女主人才肯休息。当国王一发现罗多庇斯，就立刻让她成为埃及的女王。这个故事被认为是灰姑娘故事的最早现存版本。